# کریستینه هاروتیونیان
کریستینه هاروتیونیان (ارمنی: Քրիստինե Հարությունյան؛ زادهٔ ۱۸ مهٔ ۱۹۹۱ در گیومری) یک ورزشکار دو و میدانی در رشته پرتاب نیزه اهل ارمنستان است.
هاروتیونیان نماینده ارمنستان در بازی‌های المپیک تابستانی ۲۰۱۲ در رشته پرتاب نیزه بانوان بود.
| رویداد     | راه یابی | راه یابی | نهایی     | نهایی     |
| رویداد     | مسافت    | مکان     | مسافت     | مکان      |
| ---------- | -------- | -------- | --------- | --------- |
| پرتاب نیزه | ۴۷.۶۵    | ۳۸       | راه نیافت | راه نیافت |